# Jaunjelgava (novads)
Jaunjelgava (łot.: Jaunjelgavas novads) – jeden z łotewskich novadsów, funkcjonujący w latach 2009–2021.

## Historia
Novads powstało na terenach należących przed 2009 do rejonu Aizkraukle.
W skład novadsu wchodziło miasto Jaunjelgava oraz sześć pagastsów: Daudzese, Jaunjelgava, Sece, Sērene, Staburags i Sunākste. Jego stolicą zostało miasto Jaunjelgava.
Zlikwidowany w ramach reformy administracyjnej 30 czerwca 2021. Wszedł w całości w skład nowego novadsu Aizkraukle.